# Opolie

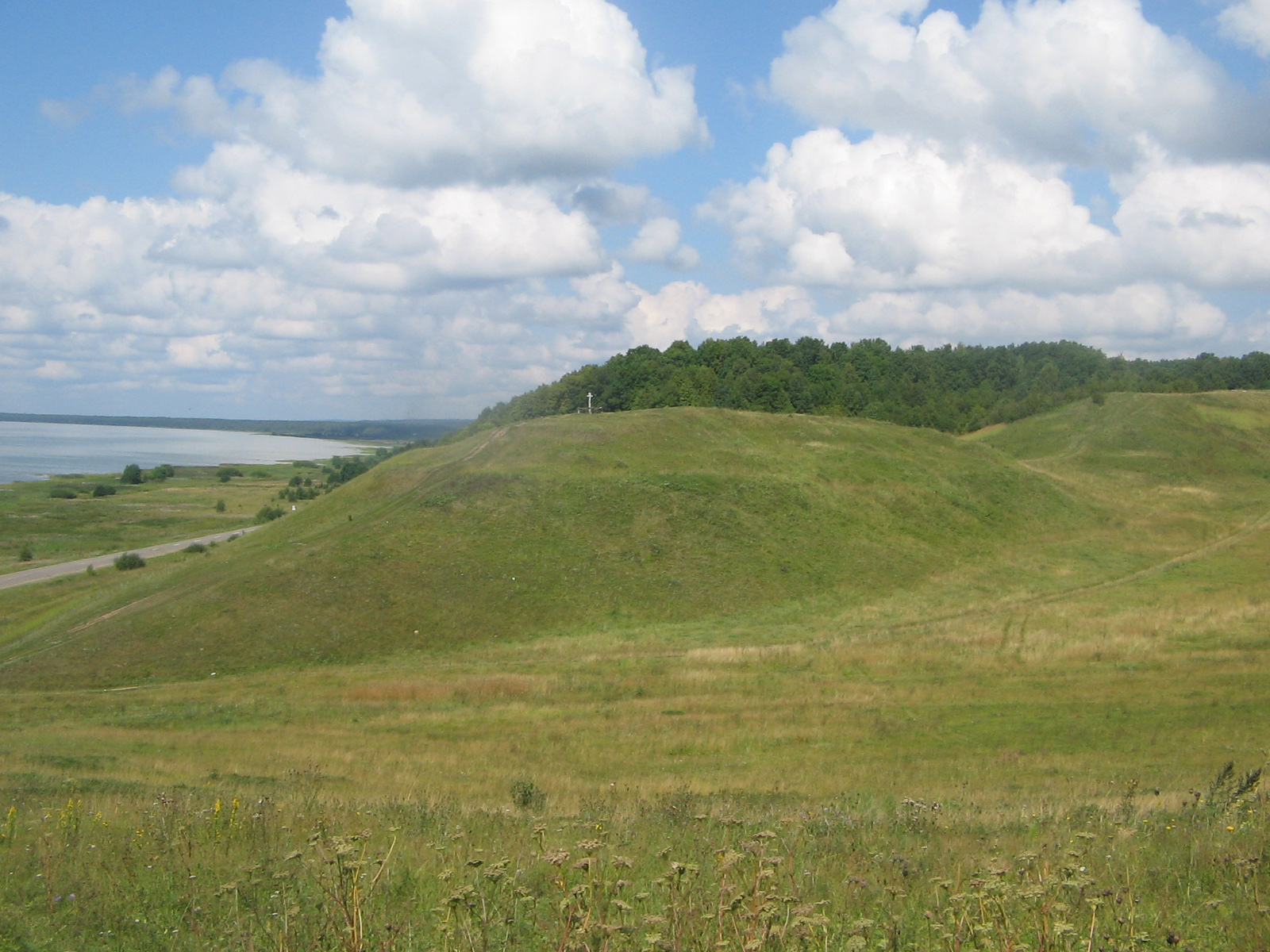
Emplazamiento de un antiguo santuario meria.

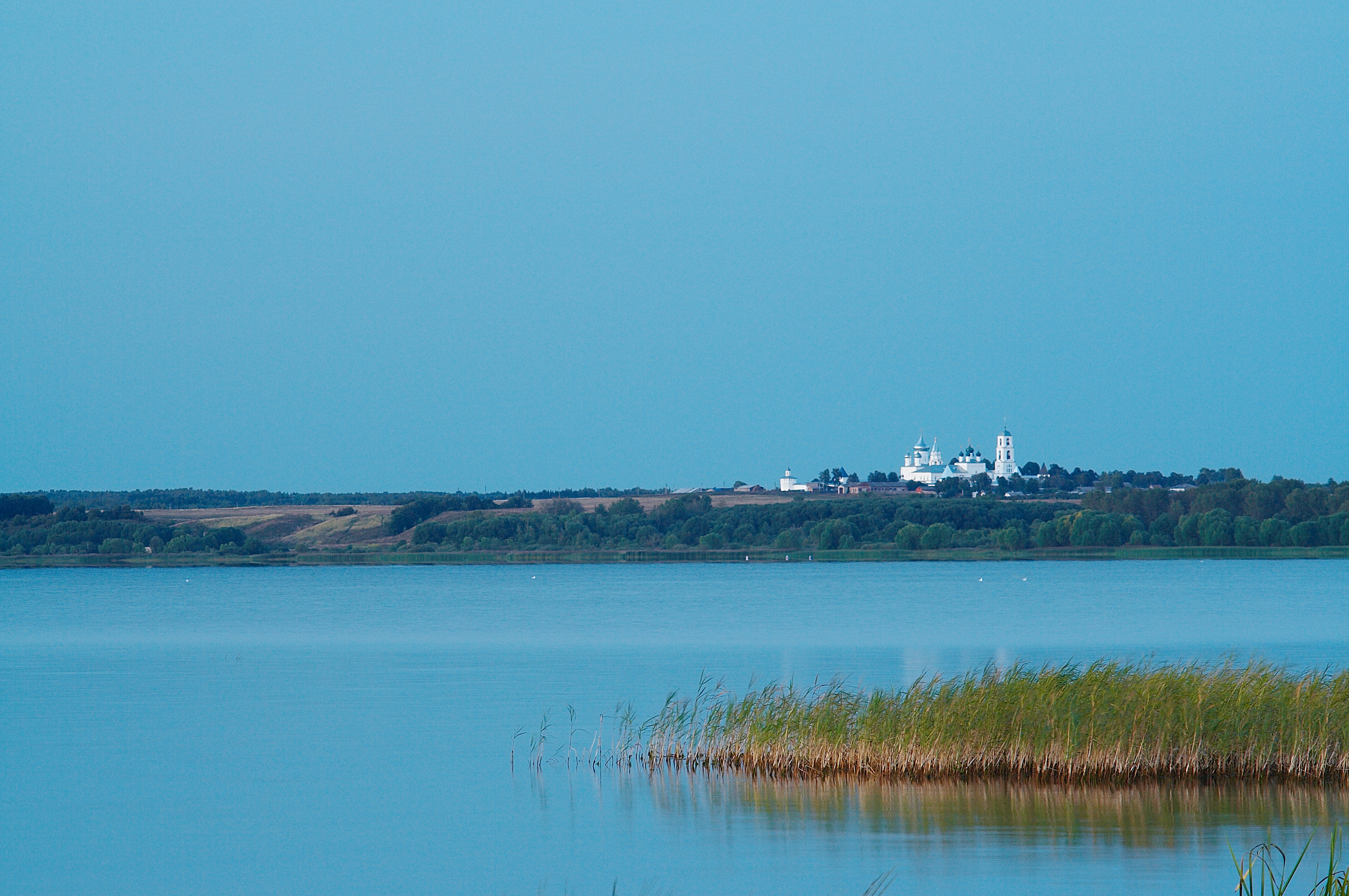
Típico paisaje de Opolie.

Opolie o Zalesie (en ruso: Опо́лье o Зале́сье; literalmente: "sobre los campos" o "tras el bosque") es una región histórica de Rusia que incluye el norte y el oeste del óblast de Vladímir, el nordeste del óblast de Moscú y el sur del óblast de Yaroslavl. Como feudo del estado medieval de Principado de Vladímir-Súzdal, esta área jugó una parte vital en el desarrollo del estado ruso. 
El nombre alude a los frondosos bosques que separaban el principado medieval de Rostov de la República de Nóvgorod y los principados del Dniéper. Antes de que los pueblos eslavos llegaran en el siglo IX, el área estaba habitada por merias, muromas y otros pueblos finoúgrios. En los siglos X–XII estas tribus fueron asimiladas por los colonos eslavos.
En el siglo XII, esta fértil área, protegida de las incursiones túrquicas por los bosques, proveía un oasis favorable para la migración eslava desde las fronteras meridionales del Rus de Kiev. La población del área se incrementó rápidamente, hasta el punto de que en 1124 Yuri Dolgoruki vio la necesidad de mover su sede principesca de Rostov en la región del alto Volga hacia Súzdal en esta región.
Súzdal era la ciudad más antigua de Opolie. Otros importantes centros urbanos fueron establecidos por Yuri en Pereslavl-Zalesky (fundada en 1152), Yúriyev-Polski (1152), Dmítrov (1154), Starodub na Kliazme (1152), Vladímir-Zaleski (1108), Ksnyatin (1136), y Yaropolch-Zaleski (1136). El sobrenombre Zaleski ("tras los bosques") y Polski ("en los campos o campestre") se usaban para distinguir las nuevas ciudades de las ciudades epónimas en la actual Ucrania.
En conflicto perpetuo con los poderosos boyardos de Súzdal, Yuri incluso contempló el trasladar su capital de Súzdal a la recién fundada Pereslavl-Zaleski. Su inesperada muerte hizo que se desestimara la idea, aunque el hijo de Yuri, el príncipe Andréi Bogoliubski finalmente la trasladaría a otra nueva ciudad, Vladímir. La antigua nobleza de Rostov y Súzdal, no obstante, conspiraron para obtener el asesinato de Andréi, al que seguiría una breve guerra civil por la supremacía en Zalesie.
Durante la invasión mongola de Rusia, al ser clareados gradualmente los bosques y con el desarrollo de los nuevos centros de poder, como Moscú o Tver, la importancia estratégica de Zalesie declinó. Se desarrollaron nuevos centros urbanos alrededor de famosos monasterios (como Sérguiev Posad o Kirzhach) o residencias reales (como Aleksándrov o Rádonezh).
En algunas ocasiones, el término Zalesie se usa para incluir todo el Volga Superior y el Kliazma inferior. En este sentido, Zalesie es equivalente al territorio incluido en el Anillo de Oro de Rusia.